# Ходеч
Ходеч (пол. Chodecz) — місто в центральній Польщі, в районі Куявських озер.
Належить до Влоцлавського повіту Куявсько-Поморського воєводства.

## Демографія
Демографічна структура станом на 31 березня 2011 року:
|          | Загалом | Допрацездатний вік | Працездатний вік | Постпрацездатний вік |
| -------- | ------- | ------------------ | ---------------- | -------------------- |
| Чоловіки | 928     | 159                | 682              | 87                   |
| Жінки    | 992     | 140                | 649              | 203                  |
| Разом    | 1920    | 299                | 1331             | 290                  |